# Marcel Gotlieb

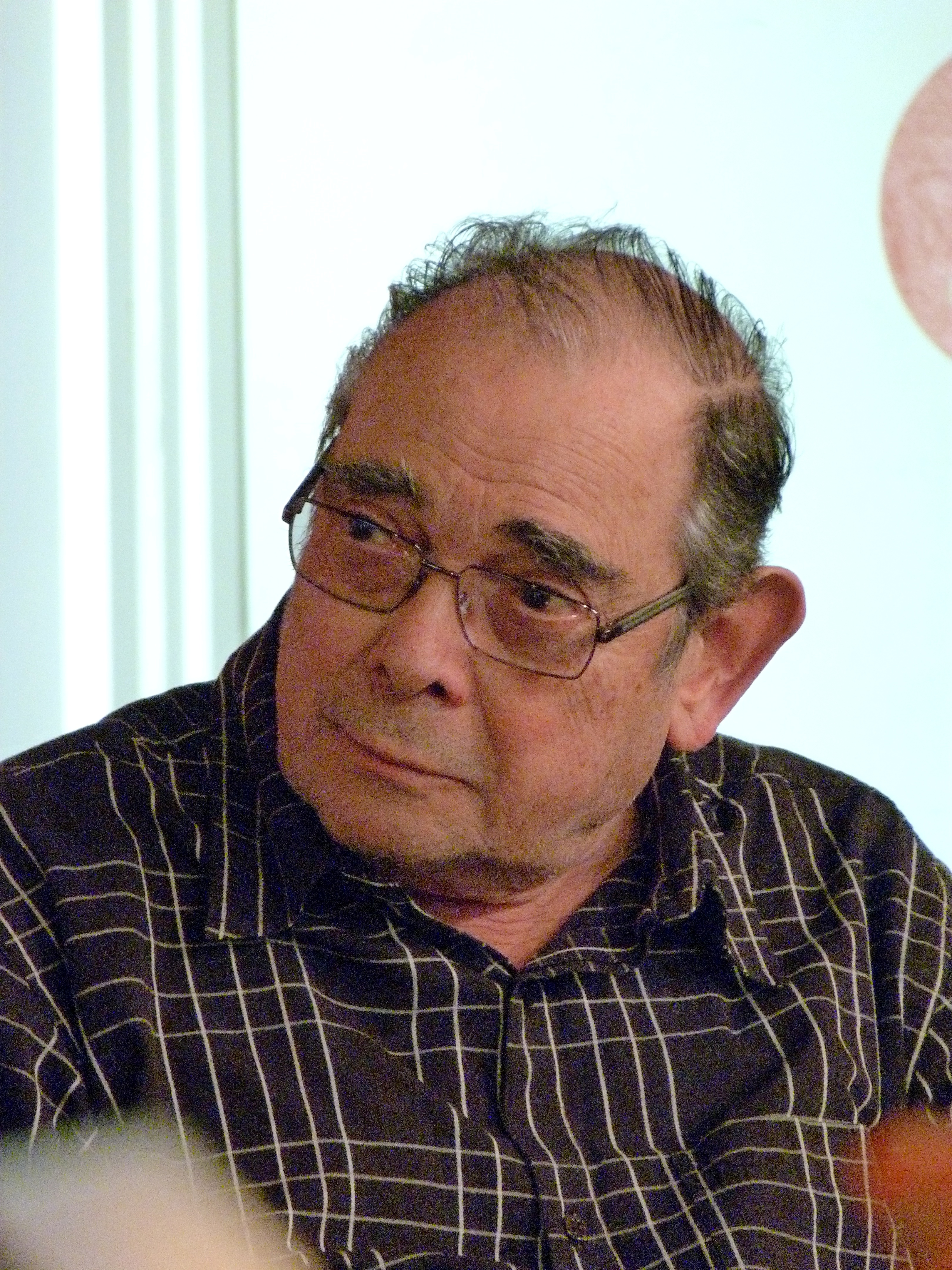
Gotlib (2011)

Marcel Gotlieb, bekannt als Gotlib (* 14. Juli 1934 in Paris; † 4. Dezember 2016 in Le Vésinet, Département Yvelines), war ein französischer Comiczeichner.

## Familiärer Hintergrund
Marcel Gotlieb war der Sohn von Ervin und Régine Gotlieb. Sein Vater war ein rumänischer Jude und seine Mutter eine ungarische Jüdin. Er musste erleben, wie sein Vater 1942 verhaftet und deportiert wurde. Im Konzentrationslager Buchenwald wurde Ervin Gotlieb ermordet. Régine Gotlieb versteckte Marcel und seine jüngere Schwester Liliane auf einem Bauernhof im Département Eure-et-Loir.

## Berufliche Laufbahn

### Anfänge und erste Neuschöpfungen
Marcel Gotlib begann seine zeichnerische Tätigkeit 1954 mit dem Lettering von Comics bei der Agentur Opera Mundi, anschließend kolorierte er Kinderbücher für den Verlag Edi-Monde. 1962 begann er mit der Arbeit für das Comicmagazin Vaillant und schuf seine ersten Comicserien Nanar und Gai-Luron. Die Comics mit dem weißen Hund Gai-Luron erschienen in Deutschland unter dem Titel Witzbold im Volksverlag.

### Mitarbeit beiPilote
1965 wechselte Gotlib von Vaillant zum Magazin Pilote und wurde bekannt mit der satirischen Kolumne Les Dingodossiers, zu der René Goscinny die Texte beitrug. Die Idee, aus Alltagssituationen ein unkontrollierbares Chaos zu schaffen, wurde 1968, nachdem Goscinny sich aus der Reihe zurückzog, mit der Serie Rubrique à Brac weiterentwickelt. 1972 erschienen die ersten Folgen der Serie Superdupont, die Gotlib gemeinsam mit dem Autor Jacques Lob schrieb. Superdupont ist ein chauvinistischer Superheld in einem Anzug mit den Farben der Trikolore und einer Schwäche für Camembert.
Für die Zeitschrift Rock & Folk hatte Gotlib 1971 mit der Serie Hamster Jovial begonnen, in der sein Humor noch provokanter wirkt. Die Serie ist unter dem Titel Hamster Fidel und seine Wölfchen im Volksverlag erschienen und schildert die Versuche eines Pfadfinderführers, einer Pfadfindergruppe aus Mädchen und Jungen traditionelles Liedgut und Pfadfindertugenden nahezubringen, die jedoch mehr Interesse aneinander als an den Ausführungen des Leiters haben.

### Gründung vonFluide Glacial
Nach künstlerischen Streitigkeiten mit René Goscinny, der als Chefredakteur des Pilote in seinen Augen zu satirische Zeichnungen der Künstler für die Veröffentlichung im Magazin ablehnte, verließen Gotlib, Claire Bretécher und Nikita Mandryka 1972 Pilote und gründeten das Magazin L’Écho des Savanes, das Gotlib aber bereits nach einem Jahr verließ, um sein eigenes Magazin Fluide Glacial zu gründen. In Fluide Glacial erschienen auch wieder Folgen von Superdupont von unterschiedlichen Zeichnern. Die Serie Pervers Pépère (Peter Pervers), ab 1976 von Gotlib gezeichnet, handelt von einem Exhibitionisten, der sich in Alltagssituationen bewähren muss. Von 1977 bis 1983 veröffentlichte Fluide Glacial die Serie Schwarze Gedanken von André Franquin und von 1975 bis 1978 zusammen mit Jean Solé die Comicserie Pop et Rock et Colégram, in der Songtexte bekannter Rock- und Popgruppen in Comicform umgesetzt wurden.
In seinem eigenen Magazin konnte Gotlib seine Art von Humor, die häufig blasphemische und sexuelle Züge trägt, umsetzen. Es beinhaltet vor allem kurze Geschichten mit abgeschlossenen Gags mit Slapstick-Elementen, überdrehtem Humor und schrillen Texten. Die Zeichnungen verzerren Mimik und Gestik der Figuren in unwirkliche Dimensionen, Augen treten meterweit aus den Köpfen hervor und Gliedmaßen wirbeln in unmöglichen verdrehten Positionen umher. Der Stil Gotlibs erinnert an das amerikanische Magazin MAD und die Zeichner Don Martin oder Harvey Kurtzman.

## Auszeichnungen
1991 gewann er den Grand Prix de la Ville d’Angoulême am Festival International de la Bande Dessinée d’Angoulême. 2008 wurde der Asteroid (184878) Gotlib nach ihm benannt.